# Vestland
La contea di Vestland (Vestland fylke in norvegese) è una contea norvegese situata nella zona occidentale del paese. Confina con le contee di Møre og Romsdal a nord, Innlandet, Buskerud e Telemark a est, Rogaland a sud. A ovest si affaccia sul Mare del Nord. È stata istituita nel 2020 unendo le contee di Hordaland e Sogn og Fjordane, escludendo però il comune di Hornindal, diventato parte del comune di Volda, nel territorio della contea di Møre og Romsdal. Il capoluogo è Bergen, che è anche il centro abitato di gran lunga più popoloso della contea, essendo anche la seconda città più popolata della Norvegia.

## Comuni della contea di Vestland
La contea di Vestland è suddivisa in 43 comuni (kommuner): 
- Alver
- Askvol
- Askøy
- Aurland
- Austevoll
- Austrheim
- Bergen
- Bjørnafjorden
- Bremanger
- Bømlo
- Eidfjord
- Etne
- Fedje
- Fitjar
- Fjaler
- Gloppen
- Gulen
- Hyllestad
- Høyanger
- Kinn
- Kvam
- Kvinnherad
- Luster
- Lærdal
- Masfjorden
- Modalen
- Osterøy
- Samnanger
- Sogndal
- Solund
- Stad
- Stord
- Stryn
- Sunnfjord
- Sveio
- Tysnes
- Ullensvang
- Ulvik
- Vaksdal
- Vik
- Voss
- Øygarden
- Årdal